# Metal neoklasyczny
Metal neoklasyczny – gatunek muzyczny, odmiana heavy metalu z dużymi wpływami muzyki poważnej, charakteryzująca się technicznym graniem, wirtuozowskimi, często przeplatanymi solówkami oraz niezwykle skomplikowaną kompozycją i harmonią (jak na utwory metalowe). Instrumentalizacje są zazwyczaj wzorowane na muzycznych dokonaniach okresu baroku oraz klasycyzmu. Bardzo często występują utwory lub wręcz całe albumy instrumentalne.

## Historia gatunku
Na przełomie lat 60. i 70. grupa Deep Purple zarejestrowała koncertowe wykonanie słynnego Concerto for Group and Orchestra. Koncert był napisany przez Jona Lorda, był wykonywany przez zespół rockowy oraz orkiestrę symfoniczną. Później gitarzysta zespołu, Ritchie Blackmore, wykorzystywał wielokrotnie zagrywki w stylu klasycznym, szczególnie podczas kariery w Rainbow. Oprócz niego styl neoklasyczny charakteryzował również grę takich gitarzystów, jak  Uli Jon Roth czy Randy Rhoads.
Zachwycony dokonaniami Blackmore’a Yngwie Malmsteen poszedł o krok dalej: połączył rockowo-metalowe brzmienie ze stylem kompozytorskim Paganiniego oraz Bacha, kreując właściwie nowy gatunek muzyczny, neoklasyczny rock/metal. Wydany w 1984 roku jego debiutancki album Rising Force stał się momentem przełomowym w historii tego gatunku muzyki. Natomiast w 1987 roku zadebiutowała grupa Cacophony ze swoim wydawnictwem Speed Metal Symphony, które przedstawiało nieco inne spojrzenie na ową muzykę.
Pomimo zainteresowania techniką Malmsteena, Beckera czy Friedmana, metal neoklasyczny nie zdobył szerszej popularności. Mimo to wielu wykształconych i sprawnych technicznie gitarzystów wykorzystywało ten styl w swoich kompozycjach i solówkach. Do tego grona zaliczają się m.in. Tony MacAlpine, Vinnie Moore, Joey Tafolla, Paul Gilbert, David T. Chastain. W latach późniejszych dołączyli do nich m.in. Vitalij Kuprij, Carl Johan Grimmark (Narnia),  Luca Turilli (Rhapsody), Luke Fortini oraz zespoły, np. Stratovarius czy Symphony X.